# Alemanha nos Jogos Olímpicos de Inverno de 1952
A Alemanha foi um dos trinta países que participaram dos Jogos Olímpicos de Inverno de 1952, em Oslo, na Noruega. 